# Adinda dollfusi
Adinda dollfusi is een pissebed uit de familie Scleropactidae. De wetenschappelijke naam van de soort is voor het eerst geldig gepubliceerd in 1922 door Richardson Searle.